# Can You Ever Forgive Me?
Can You Ever Forgive Me? är en amerikansk biografisk dramakomedifilm från 2018 i regi av Marielle Heller och skriven av Nicole Holofcener och Jeff Whitty, baserad på författaren Lee Israels biografi med samma titel från 2008. Melissa McCarthy spelar Israel, som försöker återuppliva sin misslyckade författarkarriär genom att förfalska och kopiera brev från avlidna författare och dramatiker. Allt för att få ihop pengar till hyra och andra omkostnader, då hennes whiskykonsumtion är ganska omfattande. Hon ingår ett förbund med Jack Hock, som även han är intresserad av pengar.  Filmens biroller spelas av Richard E. Grant, Dolly Wells, Jane Curtin, Anna Deavere Smith, Stephen Spinella och Ben Falcone.
Filmen hade världspremiär på Telluride Film Festival den 1 september 2018 och släpptes i USA den 19 oktober 2018 av Fox Searchlight Pictures. Den fick ett positivt mottagande av recensenter, som berömde McCarthys och Grants skådespel. Den valdes ut av National Board of Review som en av de tio bästa filmerna från 2018. På Golden Globe-galan 2019 nominerades McCarthy och Grant för priserna Bästa kvinnliga huvudroll – drama respektive Bästa manliga biroll.

## Rollista
- Melissa McCarthy − Lee Israel
- Richard E. Grant − Jack Hock
- Dolly Wells − Anna
- Jane Curtin − Marjorie
- Anna Deavere Smith − Elaine
- Stephen Spinella − Paul
- Ben Falcone − Alan Schmidt
- Shae D'Lyn − Nell
- Michael Cyril Creighton − Harry
- Kevin Carolan − Tom Clancy
- Marc Evan Jackson − Lloyd
- Tim Cummings − Craig
- Christian Navarro − Kurt
- Joanna Adler − Arlene
- Erik LaRay Harvey − Agent Solonas
- Gregory Korostishevsky − Andre
- Brandon Scott Jones − Glen
- Mary McCann − Judge